# Болтино (Ивановская область)
Болтино — деревня в Родниковском районе Ивановской области. Входит в состав Филисовского сельского поселения.

## География
Находится в центральной части Ивановской области на расстоянии приблизительно 1 км на юго-запад по прямой от районного центра города Родники.

## История
В 1872 году здесь (тогда деревня Нерехтского уезда Костромской губернии) было учтено 15 дворов, в 1907 году — 23.

## Население
Постоянное население составляло 100 человек (1872 год), 95 (1897), 124 (1907), 18 в 2002 году (русские 100 %), 13 в 2010.